# Ong mật phương Tây
Ong mật phương Tây hay Ong mật châu Âu (danh pháp hai phần: Apis mellifera) là một loài ong mật, chi apis tiếng Latin có nghĩa là "ong" và mellifera cũng xuất phát từ tiếng Latin melli-"mật ong" và Ferre "mang" - vì thế mà tên khoa học của loài này có nghĩa là "ong mang mật". Cái tên này được đặt vào năm 1758 bởi Carl Linnaeus là người nhận thấy nó không mang mật mà mang phấn hoa, đã cố gắng sử danh pháp khoa học loài này thành Apis mellifica (ong mang mật) trong ấn bản lần tiếp theo. Ngày 28 tháng 10 năm 2006, bộ gen của loài ong này đã được giải mã và phân tích hoàn toàn. Loài ong mật châu Âu có nguồn gốc ở những khu vực châu Âu, châu Á và châu Phi. Đến đầu những năm 1600, loài côn trùng này đã được đưa đến Bắc Mỹ và trong những thế kỷ tiếp theo, chúng đã lan rộng ra khắp châu Mỹ. Loài ong này có sự khác biệt theo từng khu vực, hiện tại người ta đã công nhận là có tới 28 phân loài dựa trên các biến thể địa lý.

## Hình ảnh

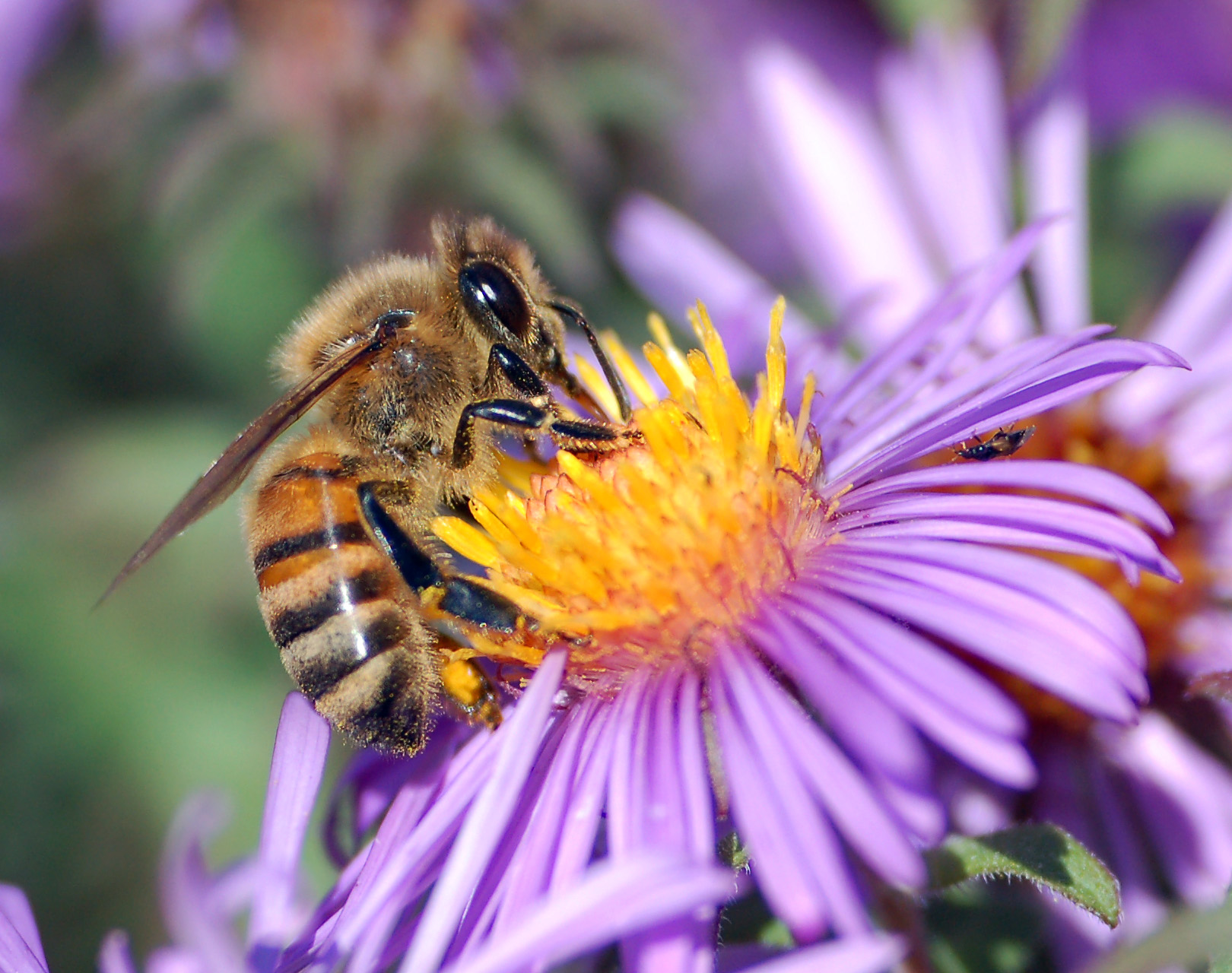
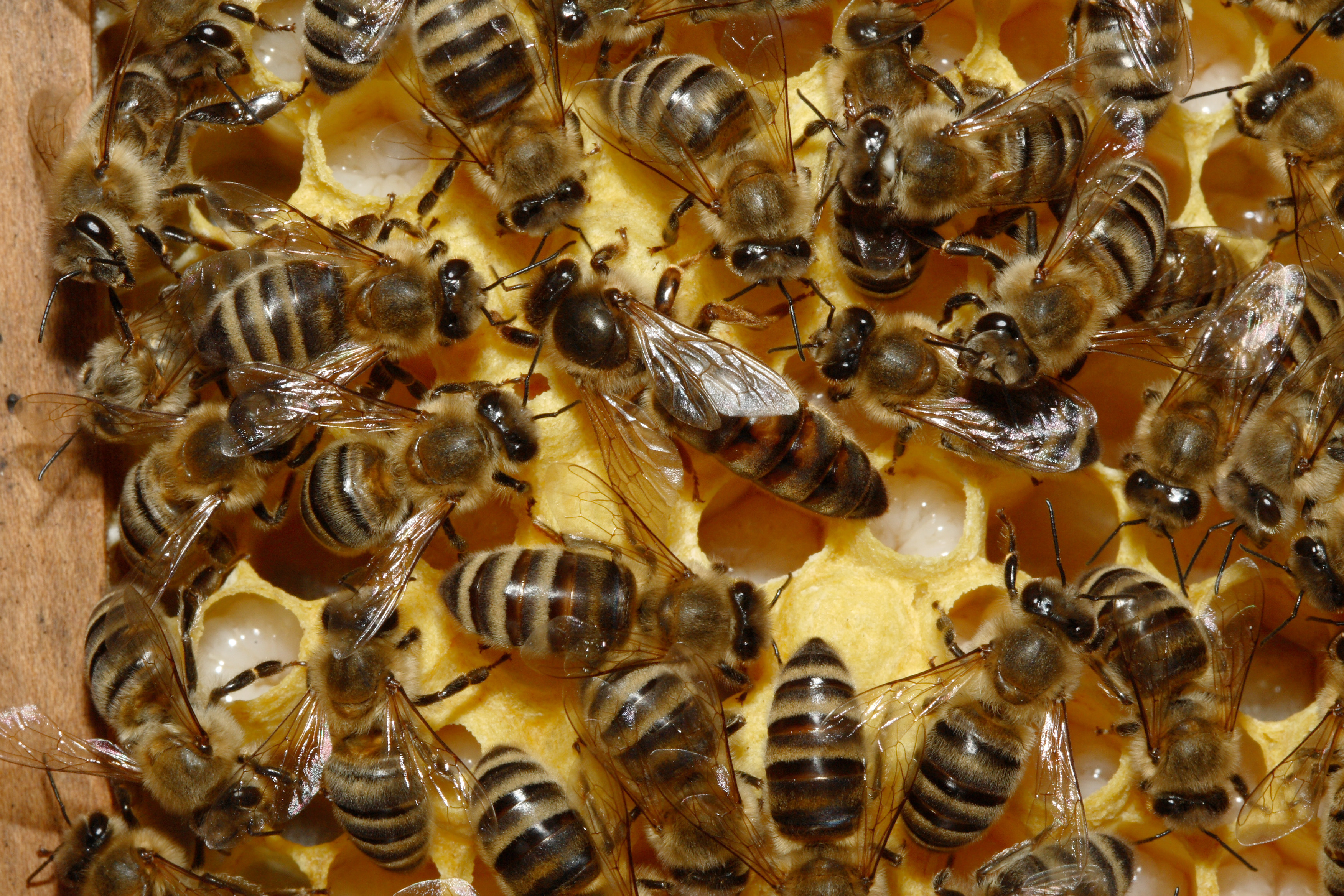
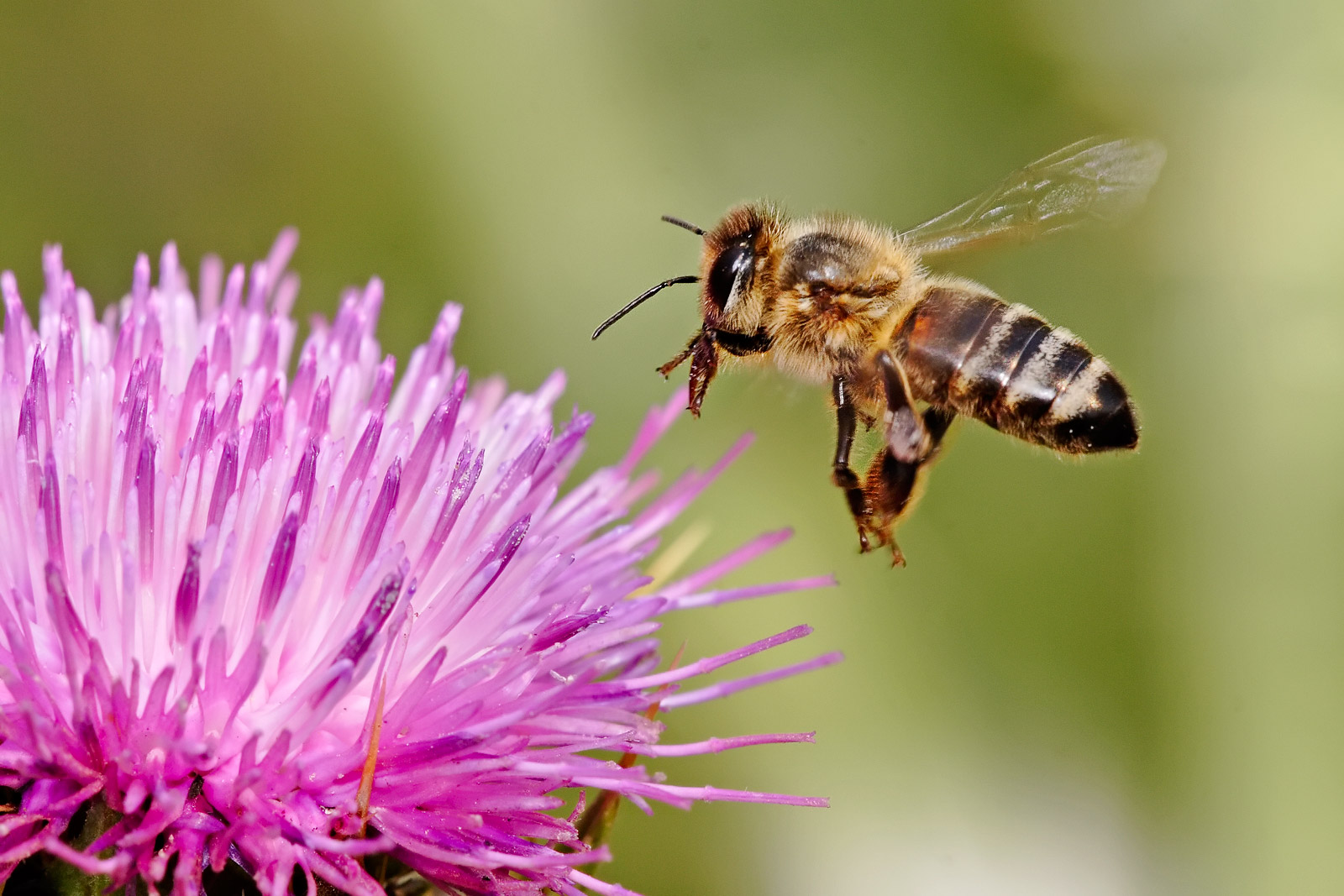
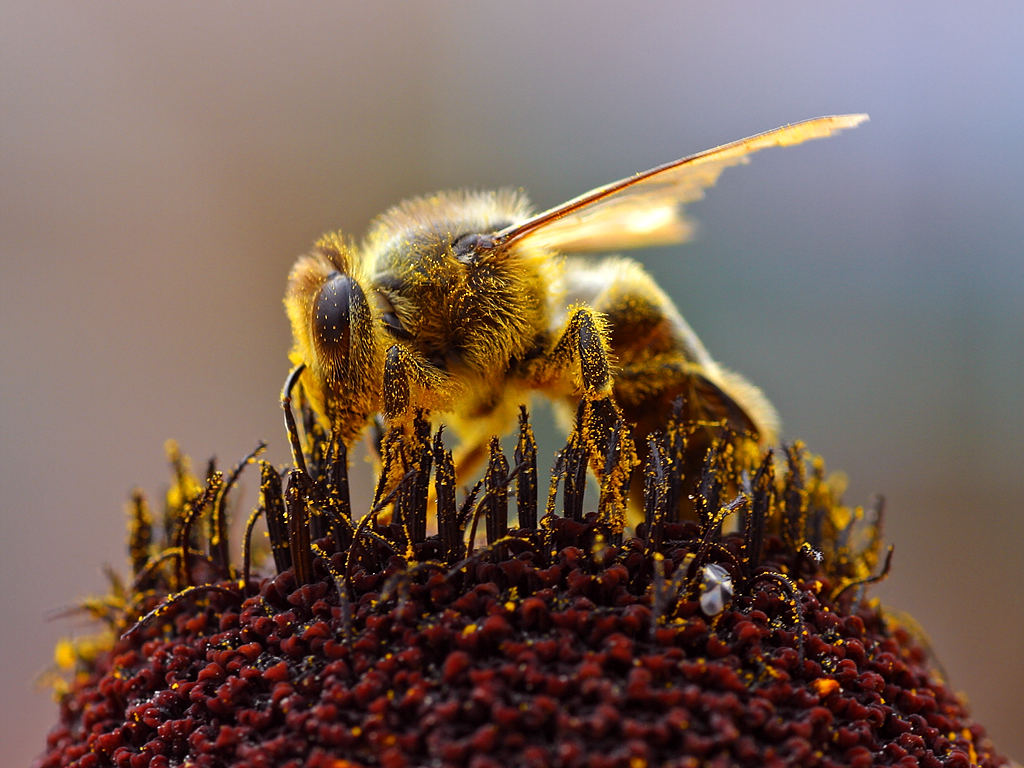
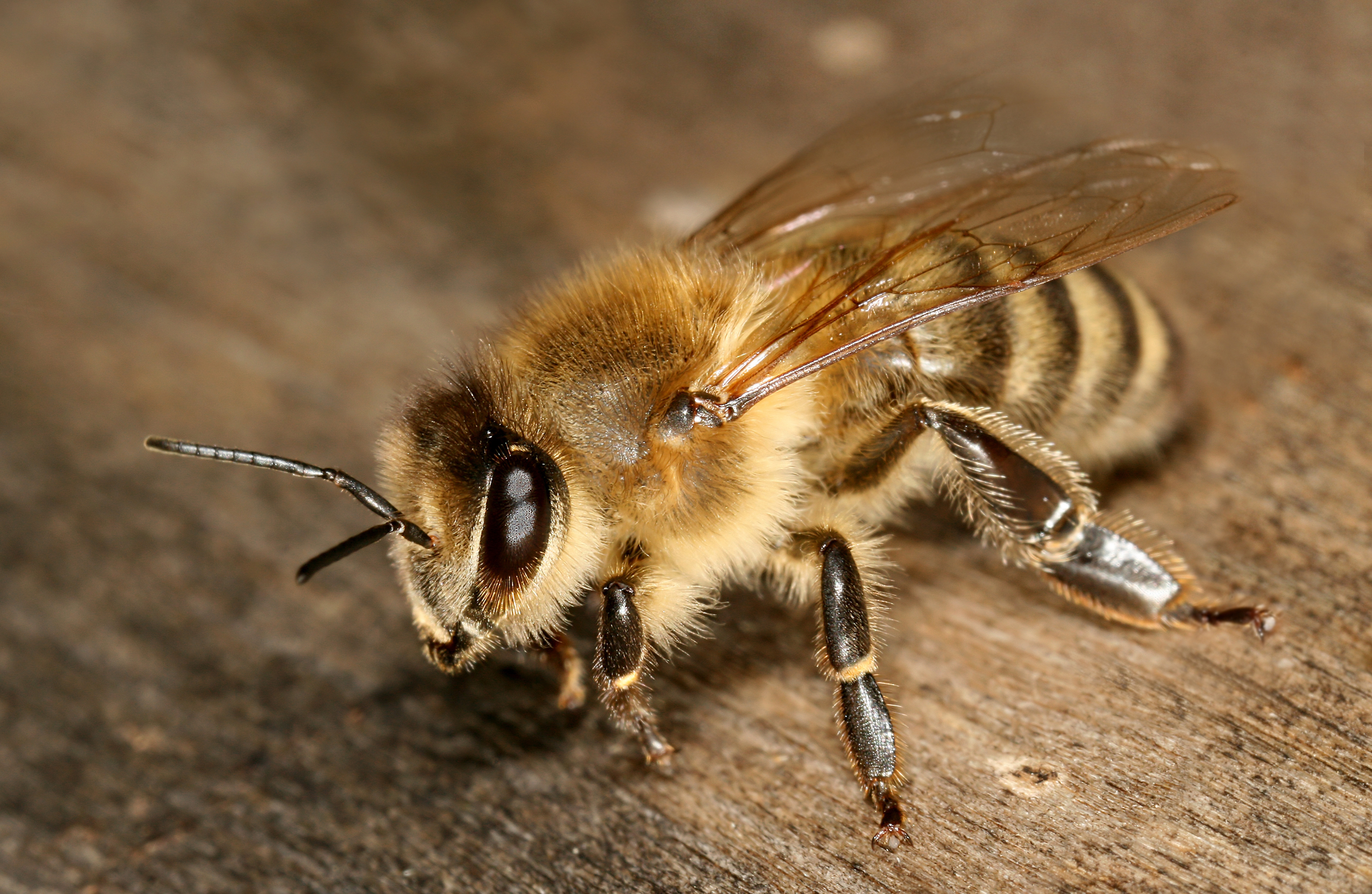
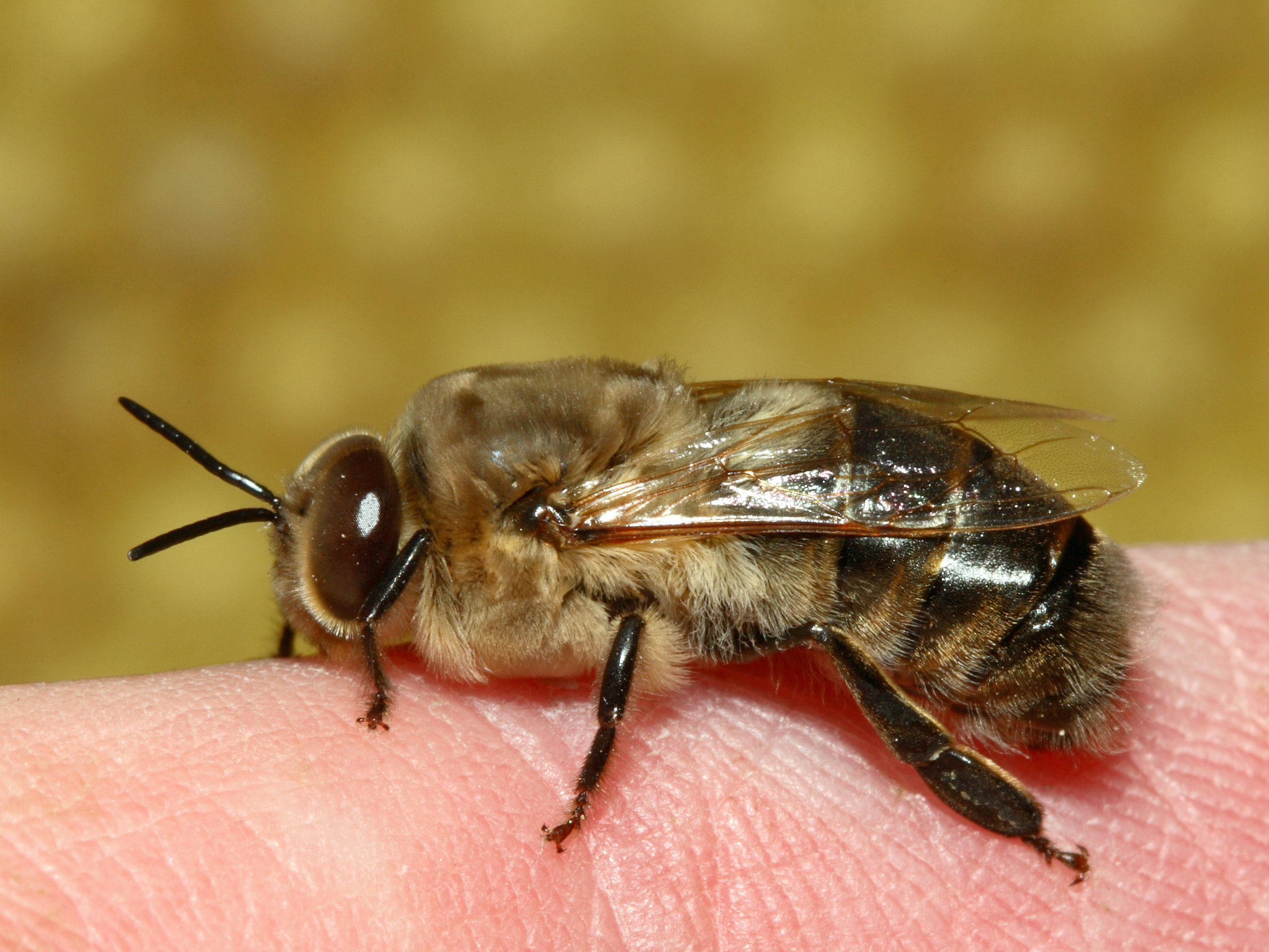
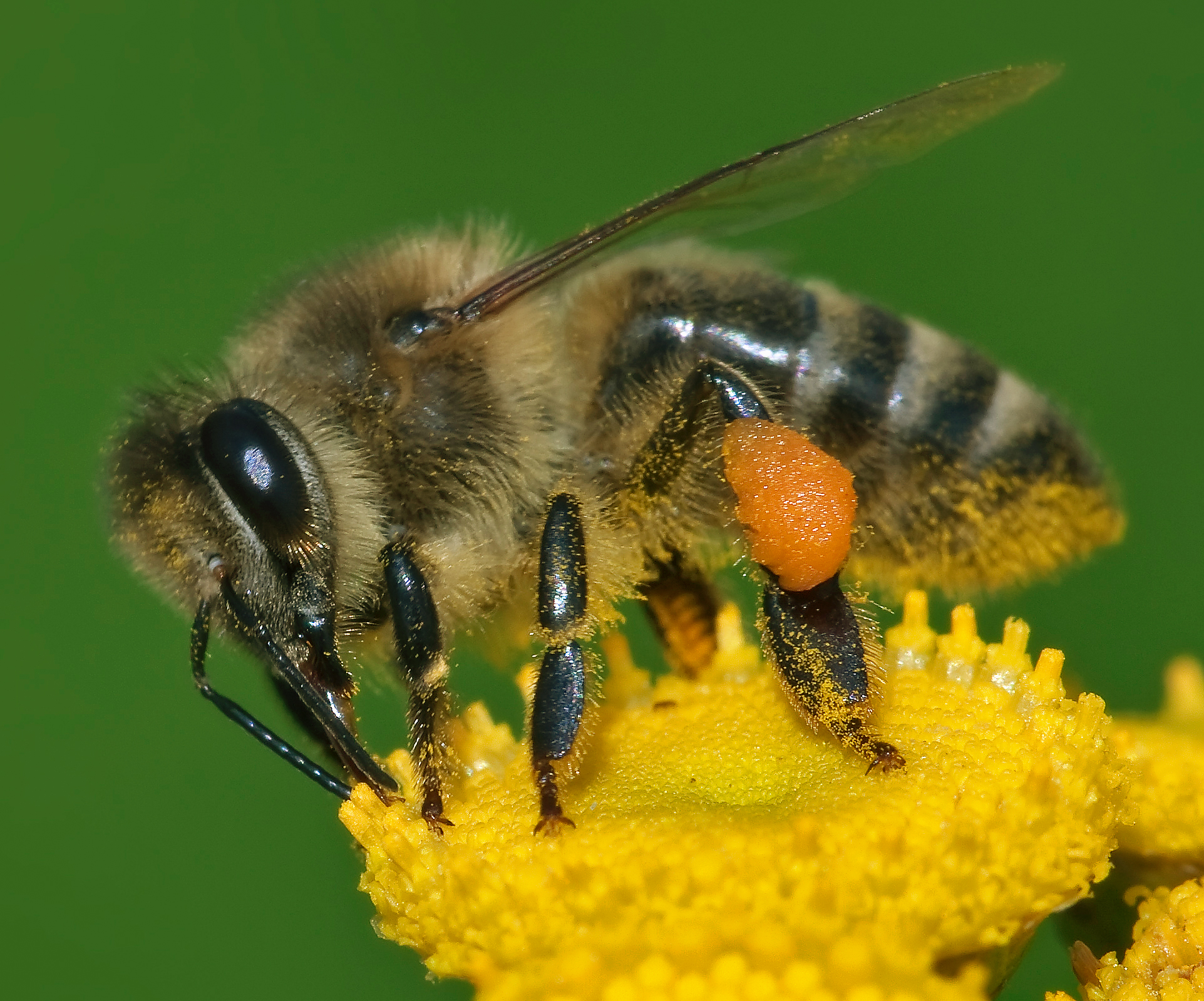
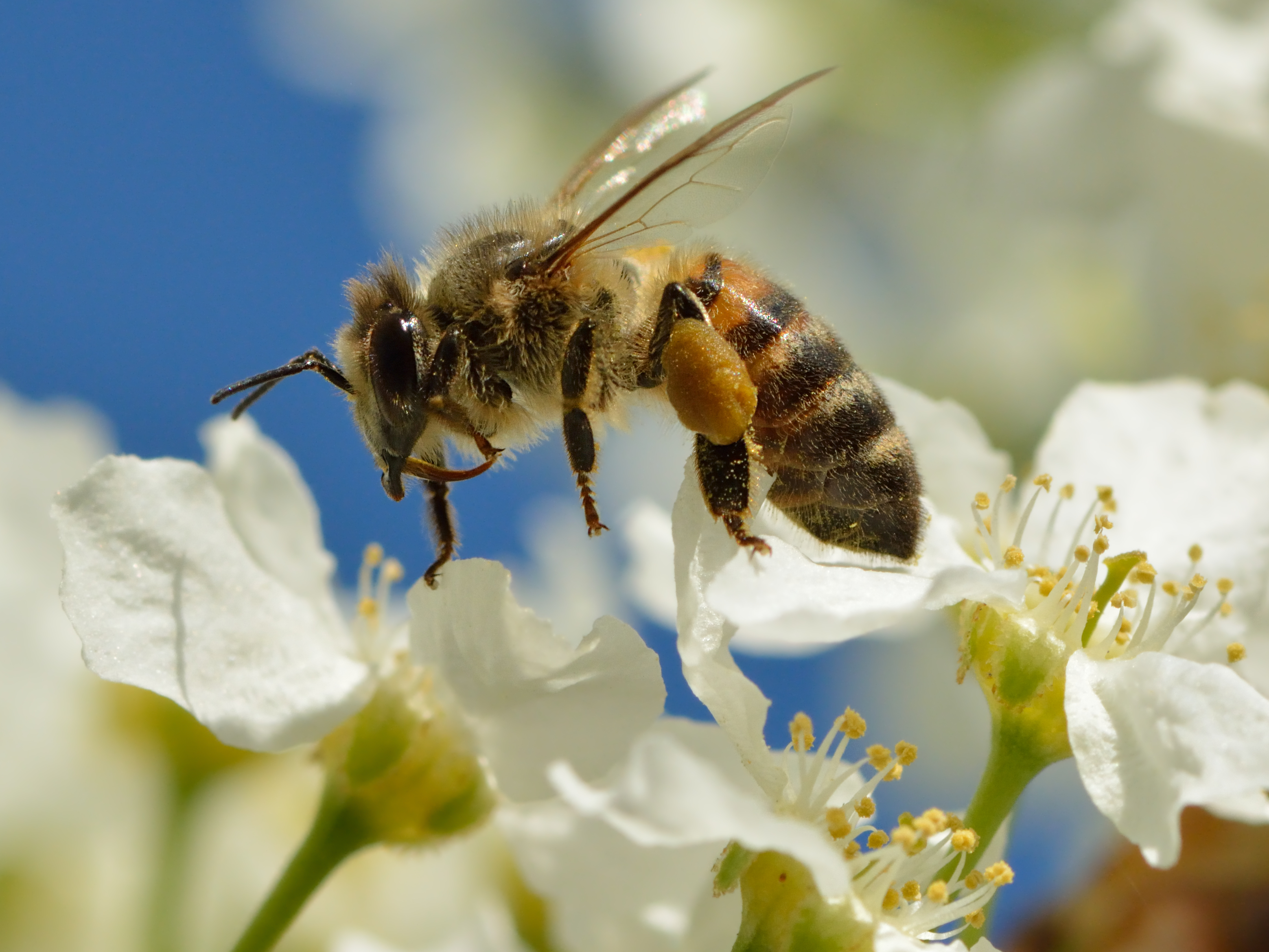